# Мужская сборная Великобритании по кабадди
Мужская национальная сборная Великобритании по кабадди — представляет Великобританию на международных соревнованиях по кабадди. Управляющей организацией является Ассоциация кабадди Великобритании (англ. British Kabaddi).

## Результаты выступлений

### Чемпионаты мира (стандартный стиль)
| Год  | Победы         | Ничьи          | Поражения      | Место          |
| ---- | -------------- | -------------- | -------------- | -------------- |
| 2004 | 2              | 0              | 2              | 5              |
| 2007 | .              | .              | .              | 9—16           |
| 2016 | не участвовали | не участвовали | не участвовали | не участвовали |

### Чемпионаты мира (круговой стиль)
| Год        | Победы         | Ничьи          | Поражения      | Место          |
| ---------- | -------------- | -------------- | -------------- | -------------- |
| 2010       | 1              | 0              | 2              | 5              |
| 2011       | 4              | 0              | 2              | 5              |
| 2012—н. в. | не участвовали | не участвовали | не участвовали | не участвовали |